# ایدث هملتن
ایدث هِمِلتِن (انگلیسی: Edith Hamilton; ۱۲ اوت ۱۸۶۷ – ۳۱ مهٔ ۱۹۶۳) یک معلم آمریکایی و نویسنده مشهور بین‌المللی و یکی از مشهورترین کلاسیک نویسان عصر خود در کشور ایالات متحده آمریکا بود.